# 博爾朮
博爾朮（秘史记音：孛斡舌兒出；1162年—1230年或1231年），又譯作博兒朮、孛斡爾出，蒙古阿兒剌氏，祖先孛端察兒，納忽伯顏兒子，曾以才略武藝雄霸一方，與鐵木真同為海都汗後裔。蒙古第2位开国功臣（千户）。

## 生平
博爾朮十三歲時，曾協助鐵木真奪回被要兒斤部盜取的牧馬，兩人並分兵奇襲夾擊。盜賊拋下牧馬，雙方戰於大赤兀里，兩軍相接，鐵木真下令作出殊死戰鬥，一步不能退後。博爾朮將馬繩繫於腰上，在原地寸步不離。鐵木真相當讚賞他的膽色，以此契機結成好友，並加入鐵木真麾下。此後以那可兒(侍衛)身份，追隨鐵木真，兩人「共履艱危，義均同氣，征伐四出，無往弗從」。當時諸部紛爭，每次博爾朮負責夜間警戒時，鐵木真必定可以安心入眠。每次會面，談及政事，以至通宵達旦，君臣間極有默契，猶像如魚得水。
鐵木真曾被怯烈圍困犛潰，並失去愛馬。博爾朮便抱著鐵木真，一起逃到荒野。當時正值雨雪，兩人無法得知牙帳所在，便躺臥在草地上，與木華黎一同張開毛毡皮裘去掩蓋鐵木真，從早到晚一直站立，寸步不移，直到夜深，雪已厚達數尺之後才被發現，三人最終倖免於難。，在三姓蔑兒乞人襲蒙古部時，再次被風雪圍困，博爾朮再入敵陣，但無法找到鐵木真。於是急令搬走輜重，才發現鐵木真已經返回臥憩車當中。當他聽到博爾朮回來時，感慨道「聰天贊我也」，眾人逃入不兒罕山，倖免於難。
宋淳熙十六年（1189年），鐵木真被推舉為可汗，博爾朮與者勒蔑同被封為眾官之長，參與籌謀。其後統一蒙古諸部戰爭，每戰必定參與，亦多次救鐵木真於危難中。
慶元五年（1199年），受命與木華黎等出兵救助克烈部王汗，敗乃蠻部曲薜吾軍。嘉泰二年（1202年），隨鐵木真前往答蘭捏木兒格思，征討察罕塔塔兒等四部。翌年再與克烈部，會戰於合蘭真沙陀，兩戰皆有戰功。
開禧二年（1206年），大蒙古國建立，鐵木真稱號成吉思汗。博爾朮因功封右翼萬戶長兼千戶長，統領汗廷(和林)以西至阿爾泰山大片地區。成吉思汗以「猶車之有轅，身之有臂」，對其之器重，群臣之中無出其右，更命二子察合台聽從其教誨。博尔术與木华黎、赤老温、博尔忽 並稱「掇里班·曲律」（四傑，又稱四駿、四馬），終其在世均擔當「怯薜」（護衛軍）之長，是蒙古國十大功臣之一，享有九次犯罪不罰的特權。
後來察合台出鎮西域，曾向博爾朮請教，博爾朮便以「人生經涉險阻，必獲善地，所過無輕舍止」太祖聞言後，對王子說「我想教你們的，都不過如此」，便賜其後裔廣平路一萬七千三百餘戶為封地。
博尔朮之子孛栾台参与长子西征，侍奉拔都汗及其弟别儿哥汗。大德五年（1301年），追封忠協謀佐運功臣、太師、開府儀同三司、廣平王、諡忠武。

## 家族
- 納忽伯顔（Naqu Bayan/nàhūbǎiyán）
  - 右翼萬戶長 博爾朮（Bo'orču/bówòérchū,بورچى نويان/būrchī nūyān）
    - 右翼萬戶長 孛栾台（Boroldai/bóluántái,بورالتای/būrāltāī）
      - 西方大将 班里赤（Balčiq/bānlǐchì,بالجیق/bāljīq）
      - J̌irqamiš（J̌irqamiš ＞جیرقامیش/jīrqāmīsh）
      - 御史大夫 玉昔帖木儿（Üz temür/yùxītièmùér,اور تیمور/ūz tīmūr）
        - 广平王 木剌忽（Mulaq/mùlàhū）
          - 广平王 阿魯图（Arqtu/ālŭtú）

        - 萬戶長 脱憐（To'oril ＞/tuōlián）
        - 御史大夫 脱忒哈（/tuōtèhā）

    - 阿朮魯（Aǰul Noyan/āzhúlŭ,اجل نویان/ājul nūyān），曾经跟随阿朮征伐南宋
    - El temür（El temür,یل تمور/īltimūr）

  - 斡闊烈闍里必（Ögele Čerbi/wòkuòlièshélǐbì,اوکلا جربی/ūkla jarbī）

## 評價
- 元史﹕志意沉雄，善戰知兵
- 鐵木真﹕猶車之有轅，身之有臂